# Wielersport op de Afrikaanse Spelen 2023 – Individuele tijdrit mannen
De individuele tijdrit voor mannen op de Afrikaanse Spelen 2023 vond plaats op 15 maart 2024 in de Ghanese hoofdstad Accra. De Oegandees Charles Kagimu won het goud, voor Dillon Geary en Brandon Downes. Als beste renner onder de 23 jaar won Geary ook een gouden medaille in de beloftencategorie.

## Uitslag
| Plaats | Naam                       | Ploeg          | Tijd        |
| ------ | -------------------------- | -------------- | ----------- |
| Goud   | Charles Kagimu             | Oeganda        | 45'32,585"  |
| Zilver | Dillon Geary               | Zuid-Afrika    | + 0,106"    |
| Brons  | Brandon Downes             | Zuid-Afrika    | + 34,239"   |
| 4      | Merhawi Kudus              | Eritrea        | + 1'15,843" |
| 5      | Kiya Rogora                | Ethiopië       | + 1'26,278" |
| 6      | Euclides Chingui           | Angola         | + 2'20,680" |
| 7      | Aurélien de Comarmond      | Mauritius      | + 2'26,437" |
| 8      | Azzedine Lagab             | Algerije       | + 2'42,026" |
| 9      | Negasi Abreha              | Ethiopië       | + 3'00,705" |
| 10     | Moise Mugisha              | Rwanda         | + 3'16,119" |
| 11     | Christopher Rougier-Lagane | Mauritius      | + 3'20,073" |
| 12     | Joseph Kamau               | Kenia          | + 4'35,738" |
| 13     | Slimane Badlis             | Algerije       | + 4'37,799" |
| 14     | Aziz Dellai                | Tunesië        | + 4'39,930" |
| 15     | Joël Kasereka              | Congo-Kinshasa | + 6'03,700" |
| 16     | Nahom Zerai                | Eritrea        | + 6'05,351" |
| 17     | Habouriya Maher            | Tunesië        | + 6'07,676" |
| 18     | Lawrence Lorot             | Oeganda        | + 6'08,577" |
| 19     | Yaya Diallo                | Mali           | + 6'11,017" |
| 20     | Vainqueur Masengesho       | Rwanda         | + 6'59,630" |